# Lalla Essaydi
Lalla Essaydi (ur. 1956) – marokańska malarka i fotografka mieszkająca w USA.

## Biografia
Urodziła się w Maroku. Wychowała się tradycyjnej rodzinie muzułmańskiej. Jej ojciec był malarzem-samoukiem, Essaydi spędzała dużo czasu w jego pracowni.
Przez wiele lat mieszkała w Arabii Saudyjskiej. W 1991 roku ukończyła paryską École nationale supérieure des beaux-arts. Edukację kontynuowała na Tufts University w Bostonie, gdzie uczyła się fotografii, instalacji i malarstwa. W latach 2001–2002 nauczała malarstwa w School of the Museum of Fine Arts w Bostonie.
Jej prace były prezentowane w wielu muzeach na świecie, m.in. w Muzeum Sztuki w Tampere w Finlandii (2014–2015), Muzeum Sztuki Współczesnej w Baku (2013–2014), Narodowym Muzeum Sztuki Afrykańskiej w Waszyngtonie (2012), Muzeum Narodowym w Bahrajnie (2014) i Muzeum Sztuki w San Diego (2015, 2016).
W 2012 roku otrzymała medal Museum of Fine Arts w Bostonie.

## Twórczość
Twórczość Lalli Essaydi poświęcona jest tożsamości kobiety arabskiej oraz relacjom między nowoczesnością a tradycją w świecie islamskim. Znana jest z cyklu fotografii Zbiegające się obszary (2013). Cykl przedstawia muzułmańskie kobiety i dzieci – w roli modelek przyjaciółki i krewne artystki – których ciało i ubrania pokryte są klasycznym pismem kaligraficznym. Zapisany arabski tekst jest poetycki, niekonkretny. Pokrywa nie tylko postacie, ale też otaczające je tło w neutralnych barwach. Zdjęcia wykonano w domu, do którego młode kobiety z rodziny Essaydi wysyłane były za karę, aby spędzić tam miesiąc, wyłącznie w towarzystwie milczącej służby.
Poza fotografią, tworzy też prace malarskie i wideo